# Lađevci (gmina Čelinac)
Lađevci (cyr. Лађевци) – wieś w Bośni i Hercegowinie, w Republice Serbskiej, w gminie Čelinac. W 2013 roku liczyła 303 mieszkańców.